# Fabien-Sébastien Imberties
 Fabien-Sébastien Imberties , né le 25 février 1737 à Cahors, dans le Lot (France) et décédé le 25 janvier 1819 à Autun en Saône-et-Loire, est un prêtre jésuite qui, après la suppression de la Compagnie de Jésus, devint en 1806 évêque d'Autun jusqu'à sa mort.

## Biographie
Fils de Jean Imberties, bourgeois de Cahors et de son épouse Jeanne-Marie de Laymet, il fait ses études d’humanités et rhétorique dans un collège jésuite et entre au noviciat jésuite de Toulouse le 7 octobre 1751. Il fait deux années de philosophie (1753-1755) et enseigne six ans au collège de Montauban (1755-1761) avant de commencer les études immédiatement préparatoires au sacerdoce.
Imberties est encore étudiant en théologie lorsque la Compagnie de Jésus est bannie de France (1763). Il est alors ordonné prêtre pour le clergé séculier (après 1763) et obtient un doctorat en théologie, à Toulouse. Il est curé dans le diocèse de Cahors, y jouissant d’une bonne réputation de vie autant que de doctrine. Cependant, refusant le serment à la Constitution civile du clergé imposé aux prêtres, il est contraint de s’exiler en Espagne.
À son retour d’Espagne, après la pacification religieuse apportée par le Concordat de 1801, il devient curé de Montauban, et, le 15 juillet 1806, est nommé évêque d’Autun, par le ministre des cultes de Napoléon. Consacré évêque le 8 décembre 1806 à Paris, il reste à son poste jusqu'à sa mort en 1819. Son nom est particulièrement attaché à la fondation du petit séminaire d’Autun (1813).
Imberties est inhumé dans la cathédrale d'Autun dans le collatéral gauche, devant la chapelle des évêques. Ses armoiries sont gravées sur sa pierre tombale.

## Armoiries, Sceau et Décoration
- Vairé d'or et d'azur au franc quartier des barons ecclésiastiques qui est de gueules à la croix alésée d'or. Ces armoiries sont au titre des mandements imprimés pendant l'épiscopat de ce prélat; elles sont surmontées d'une de ces toques à plumes substituées aux couronnes de l'empereur Napoléon Ier, etaccompagnées de l'étoile de la Légion d'honneur[1]. Ses armes sont parfois remplacées par ses initiales entrelacées F. S. I[2].

- Sceau ovale; écusson en cartouche, portant d'azur aux lettres F.S.I. entrelacées, accolé à une croix épiscopale, surmonté de la crosse, de la mitre et du chapeau; en bas deux branches de laurier entrelacées[3]

- Napoléon Ier le fit baron d'Empire, et chevalier de la Légion d'honneur